# Mestni promet Krško
Mestni promet Krško se izvaja na 1 avtobusni progi na območju Občine Krško.
Povezuje bivalna naselja mesta Krško s središčem mesta, avtobusno in železniško postajo, ter s primestnim naseljem Leskovec.

## Izvajalec
Podeljeno koncesijo javnega mestnega prometa izvaja podjetje Nomago.

## Vozovnice
Potnikom je na voljo enkratna vozovnica, cena je 0,50 evra in jo je mogoče kupiti pri vozniku.

## Proga mestnega prometa
| relacija                                               | delavnik in sobota | trasa linije |
| ------------------------------------------------------ | ------------------ | ------------ |
| AP Krško > Stara vas > Leskovec > Stara vas > AP Krško | 6.30 - 18.30       |              |

## Zgodovina
Proga je pričela z obratovanjem leta 2005, sprva je avtobus vozil samo ob delavnikih, od 12. aprila 2008 pa tudi ob sobotah.

## Avtobusi
- Iveco Daily 65C18 (AS2004M Rapido)